# Karl Nehammer
Karl Nehammer (ur. 18 października 1972 w Wiedniu) – austriacki polityk, poseł do Rady Narodowej, w latach 2020–2021 minister spraw wewnętrznych, od 2021 do 2025 kanclerz Austrii, w latach 2021–2025 lider Austriackiej Partii Ludowej (ÖVP).

## Życiorys
Ukończył szkołę średnią w rodzinnym mieście, przez kilka lat był zawodowym wojskowym. Kształcił się później w zakresie komunikacji politycznej na Universität für Weiterbildung Krems. Pracował zawodowo, prowadząc szkolenia z komunikacji strategicznej i retoryki. Dołączył do Austriackiej Partii Ludowej. Był kierownikiem do spraw szkoleń w Politische Akademie der ÖVP (2007–2009), a także dyrektorem zarządzającym tej akademii (2009–2013). We wrześniu 2015 powołany na zastępcę sekretarza generalnego ÖAAB, organizacji pracowniczej afiliowanej przy Austriackiej Partii Ludowej. Od kwietnia 2016 do stycznia 2018 pełnił funkcję sekretarza generalnego tego zrzeszenia.
W wyborach w 2017 uzyskał mandat deputowanego do Rady Narodowej XXVI kadencji. Z powodzeniem ubiegał się o poselską reelekcję w 2019 i 2024.
W styczniu 2018 został wybrany na nowego sekretarza generalnego ÖVP. W styczniu 2020 został powołany na stanowisko ministra spraw wewnętrznych w drugim rządzie Sebastiana Kurza. Pozostał na dotychczasowej funkcji w październiku 2021, gdy nowym kanclerzem został Alexander Schallenberg.
2 grudnia 2021 Sebastian Kurz zapowiedział wycofanie się z działalności politycznej, w tym odejście z funkcji przewodniczącego ÖVP. Tego samego dnia Alexander Schallenberg zadeklarował swoją dymisję z funkcji kanclerza; uzasadniał ją tym, że na czele partii i rządu powinna stać ta sama osoba, a on sam nie będzie ubiegał się o stanowisko partyjne. Następnego dnia ÖVP na swojego tymczasowego lidera i na przyszłego kanclerza rekomendowała Karla Nehammera. Polityk oraz nowi członkowie rządu zostali zaprzysiężeni 6 grudnia 2021, a jego nowy gabinet rozpoczął tegoż dnia funkcjonowanie. 11 kwietnia 2022 udał się z oficjalną wizytą do Moskwy na rozmowę z Władimirem Putinem, stając się tym samym pierwszym przywódcą z państw Unii Europejskiej, który udał się do Rosji po rozpoczęciu przez ten kraj 24 lutego 2022 inwazji na Ukrainę. O wizycie zostały uprzedzone władze UE i Ukrainy, sam kanclerz deklarował, że jej celem jest chęć uświadomienia prezydentowi Rosji faktycznej sytuacji.
W maju 2022 Karl Nehammer został wybrany na przewodniczącego swojej partii. Na początku stycznia 2025 po nieudanych negocjacjach nad utworzeniem nowej koalicji rządowej zadeklarował odejście z urzędu kanclerza i z funkcji przewodniczącego ÖVP. W tym samym miesiącu p.o. przewodniczącego partii został Christian Stocker. 10 stycznia 2025 zakończył natomiast urzędowanie na stanowisku kanclerza. Jeszcze w tym samym miesiącu odszedł również z austriackiego parlamentu.